# Iç Ada
İç Ada (letteralmente "isola interna" in turco; in greco Αλιμενταριά?; in italiano Alimentaria ) è un'isoletta turca posta a est di Kaş (l'antica Antiphellos), nell'omonimo distretto della provincia di Adalia. L'isola si trova nel Mar Mediterraneo orientale, a circa cinque miglia nautiche a ovest-sud-ovest dell'isola di Kekova, e circa a metà strada tra Kekova e l'isolotto greco di Strongili. İç Ada ha la forma di un triangolo rettangolo allungato lungo l'asse nord-est sud-ovest, i cui lati misurano rispettivamente 2,5 e 1,2 chilometri di lunghezza. È separata dalla terraferma da uno stretto ampio 150 metri. İç Ada è disabitata ed è ricoperta da macchia.
Contesa tra l'Italia e la Turchia dopo l'occupazione italiana di Castelrosso, la convenzione del 1932 tra l'Italia e la Turchia che definì il confine marittimo nel Mar di Levante tra le due potenze la attribuì a quest'ultima.